# Hilișeu-Horia
Hilișeu-Horia – wieś w Rumunii, w okręgu Botoszany, w gminie Hilișeu-Horia. W 2011 roku liczyła 628 mieszkańców.